# Nhận dạng mẫu
Nhận dạng mẫu (pattern recognition) là một ngành thuộc lĩnh vực học máy (machine learning). Nói cách khác, nó có thể được xem là việc "cần thực hiện một tác động vào dữ liệu thô mà tác động cụ thể là gì sẽ tùy vào loại của dữ liệu đó" [1]. Như vậy nó là một tập các phương pháp học có giám sát (supervised learning).
Nhận dạng mẫu nhằm mục đích phân loại dữ liệu (là các mẫu) dựa trên: hoặc là kiến thức tiên nghiệm (a priori) hoặc dựa vào thông tin thống kê được trích rút từ các mẫu có sẵn. Các mẫu cần phân loại thường được biểu diễn thành các nhóm của các dữ liệu đo đạc hay quan sát được, mỗi nhóm là một điểm ở trong một không gian đa chiều phù hợp. Đó là không gian của các đặc tính để dựa vào đó ta có thể phân loại.
Một hệ thống nhận dạng mẫu hoàn thiện gồm một thiết bị cảm nhận (sensor) để thu thập các quan sát cần cho việc phân loại hay miêu tả; một cơ chế trích rút đặc trưng (feature extraction) để tính toán các thông tin dưới dạng số hay dạng tượng trưng (symbolic) từ các dữ liệu quan sát được; và một bộ phân loại (hay lược đồ mô tả) nhằm thực hiện công việc phân loại thực sự (hay miêu tả các quan sát đó) dựa vào các đặc tính đã được trích rút.
Việc phân loại (hay lược đồ mô tả) thường dựa vào sự có sẵn của một tập các mẫu mà đã được phân loại (hay miêu tả) sẵn. Tập các mẫu này được gọi là tập huấn luyện và chiến lược học nhằm phân loại mẫu vào một trong các lớp có sẵn được gọi là học có giám sát. Việc học cũng có thể là không có giám sát, theo nghĩa là hệ thống không được cung cấp các mẫu được đánh nhãn (phân loại) tiên nghiệm, mà nó phải tự đưa ra các lớp để phân loại dựa vào tính ổn định trong thống kê của các mẫu.
Việc phân loại (hay lược đồ mô tả) thường dùng một trong các hướng tiếp cận sau: thống kê (hay lý thuyết quyết định), cú pháp (hay cấu trúc). Nhận dạng mẫu dùng thống kê là dựa vào các đặc tính thống kê của các mẫu, chẳng hạn rằng các mẫu được tạo mởi một hệ thống xác suất. Nhận dạng dùng cấu trúc là dựa vào tương quan cấu trúc giữa các mẫu.
Các ứng dụng phổ biến là nhận dạng tiếng nói tự động, phân loại văn bản thành nhiều loại khác nhau (ví dụ: những thư điện tử nào là spam/non-spam), nhận dạng tự động các mã bưu điện viết tay trên các bao thư, hay hệ thống nhận dạng danh tính dựa vào mặt người. Ba ví dụ cuối tạo thành lãnh vực con phân tích ảnh của nhận dạng mẫu với đầu vào là các ảnh số.